# Copris imitans
Copris imitans là một loài bọ cánh cứng trong họ Bọ hung (Scarabaeidae).